# Masamicz Amano
Masamicz Amano (jap. 天野 正道, Amano Masamichi; * 26. Januar 1957 in Akita, Präfektur Akita, Japan) ist ein japanischer Komponist.

## Leben und Wirken
Masamicz Amano studierte an der Musikhochschule Kunitachi in der Präfektur Tokio und graduierte dort 1982. Während seines Studiums bekam er bereits einen Kompositionspreis, den Takeoka Prize, zuerkannt.
Nach seinem Studium war Amano zunächst in Australien und dort bei C.M.I. (ComputerMusic Instruments) tätig. Nunmehr arbeitet er vornehmlich in Europa und betätigt sich als Dirigent (Filharmonia Narodowa, Warsaw Philharmonic Orchestra seit 1992 und Orchestre de Chambre Versailles) und produziert Aufnahmen seiner Werke. Er erhielt Kompositionsaufträge von Warsaw Brass, Torio Classic, Paderewski Festival und anderen. Im Bereich des Blasorchesters war er zunächst als Arrangeur der Werke von Akira Miyoshi, Akio Yashiro, Toshiro Mayuzumi, Béla Bartók und Maurice Ravel tätig. Danach komponierte er auch eigene Werke. Zahlreiche Werke schrieb er für sinfonisches Blasorchester, die vom Tōkyō Kōsei Wind Orchestra aufgenommen wurden und bei den musikalischen Wettbewerben der All-Japan Band Association eingesetzt werden.

## Werke

### Werke für Blasorchester
- 1995 La Structure pour l'octour; Ohnai
  1. Collapse
  2. Ruins and Requiem
  3. Resurrection and Prayer
- 1997 Yugagyou Cyu Gan - azuma kagami ibun
- 2004 Legenda i Regeneracja
- 2e. Ballet Chimerique
- 3e. Ballet Chimerique
- 2nd Battle
- Bugaku
- Cerebration and Celebration
- Chaser
- Concerto Grosso
- Emanacje i Medytacje Part I
- Emanacje i Medytacje Part II
- Euphonium Concerto for Euphonium and Symphonic Band
- Expiation
- Festival March
- From Exodus
- La forme de chaque amour change comme le Kaleidoscope
- La Suite Excentrique
- Le chaos et l'harmonie
- Le Tombeau de Poulenc for Euphonium and Symphonic Band
  1. er.mouvement
  2. eme.mouvement
  3. eme.mouvement
  4. eme.mouvement
- Metamorphosees
- Morceau par 1er. Suite Symphonique pour l'orchestre de Vent
  1. er.mouvement
  2. eme.mouvement
  3. eme.mouvement
  4. eme.mouvement
  5. eme.mouvement
- Morceau par 2e. Suite Symphonique "GR" pour l'orchestre de Vent
- Morceau par 5e. Suite Symphonique "NR" pour l'orchestre de Vent
- Morceau par 7e. Suite Symphonique "BR" pour l'orchestre de Vent
- Piesn o Zlota Jesien
- Prelude pour la Celemonie
- Symbol March
- Symphony No. 5
- Twinkle Twinkle Little Star Variations

### Soundtracks
- 6 Angels
- Battle Royale, Battle Royale II: Requiem
- Bio Hunter
- Giant Robo
- Gin Rei
- Holy Magic Century
- Maetel Legend
- Melty Lancer
- Miyuki
- Princess Nine
- Nightmare Campus
- Ninja Resurrection
- Odin - Starlight Mutiny
- Phantasy Star Universe
- Ruin Explorers
- Shiawase Sou no Okojo-san
- Sin: The Movie
- Stratos 4
- Super Atragon
- Tenamonya Voyagers
- Urotsukidoji
- Urusei Yatsura: Only You